# Гелин-Кая
Гели́н-Кая́ (укр. Гелін-Кая, крымскотат. Gelin Qaya, Гелин Къая) — развалины феодального замка XIII—XIV века, расположенные в полукилометре к северо-западу от села Краснокаменка на отдельно стоящей скале Кизилташ (Красный Камень), с трёх сторон ограниченной крутым вертикальными обрывами высотой до 35 м и только с севера имеющей узкий крутой подход. Название «Гелин-Кая» в переводе с крымскотатарского языка означает «эллинская скала». Решениями Крымского облисполкома № 595 от 5 сентября 1969 года и № 16 (учётный № 184) от 15 января 1980 года «укрепление „Гелин-Кая“: руины оборонительных стен и башни» XII—XV века объявлено историческим памятником регионального значения.

## Описание
Скала Гелин-Кая имеет практически со всех сторон вертикальные обрывы — имеются лишь труднодоступные для подъёма кулуары с запада и востока, ведущие на середину скалы. Верхняя площадка, наклонённая к югу на 15—20°, в длину 125 м, максимальная ширина 50 м. Сама вершина разделена на две неравные части седловиной, в которую ведут кулуары. Древняя (пешеходная?) дорога, узкая и крутая, оборудованная крепидами вела в крепость с севера, через калитку в стене выходя к башне-боннету (размерами 6,8 на 6,9 м, возможная высота — 7—8 м), перекрывавшую узкий, в пару шагов шириной перешеек, соединяющий небольшую северную площадку с основной частью плато. Южная часть была отделена ещё одной стеной длиной 55 м, стоявшей на кромке обрыва: её остатки сейчас видны на протяжении 30 м, причём менее сохранился восточный фланг, в западной части детали кладки местами сохранились на высоту до 2 м. Крепостная стена была трёхпанцирная — характерная местная фортификационная кладка. Ширина основания стены, сложенной из бута на известковом растворе, 2—2,3 м (по Л. В. Фирсову, В. Л. Мыц определяет её в 1,5—1,8 м), на стыке флангов был вход в крепость шириной около 1 м. Площадь южной части плато 0,29 гектара. На ней обнаружены следы строений, в том числе небольшой церкви. Время существования замка (в паре с укреплением Кобоплу) на важном торговом пути княжества Феодоро определяют XIII—XIV веком. Виктор Мыц считает, что Гелин-кая, как и многие другие укрепления, был основан в связи с татаро-монгольскими вторжениями в Крым (начиная с 1223 года), сельджукской экспансией и переходом горного Крыма в зону влияния Трапезундской империи. В 1420-х годах, в свете обострения отношений Феодоро с генуэзцами, производилась перестройка укреплений на южном берегу, расположенных у дорог, ведущих к перевалам, напротив генуэзких приморских поселений, в том числе и исара Гелин-Кая (напротив Гурзуфа). Существует версия, что замок был построен феодоритами как пограничный с капитанством Готия генуэзских колоний и как «противовес» Гурзуфской крепости.

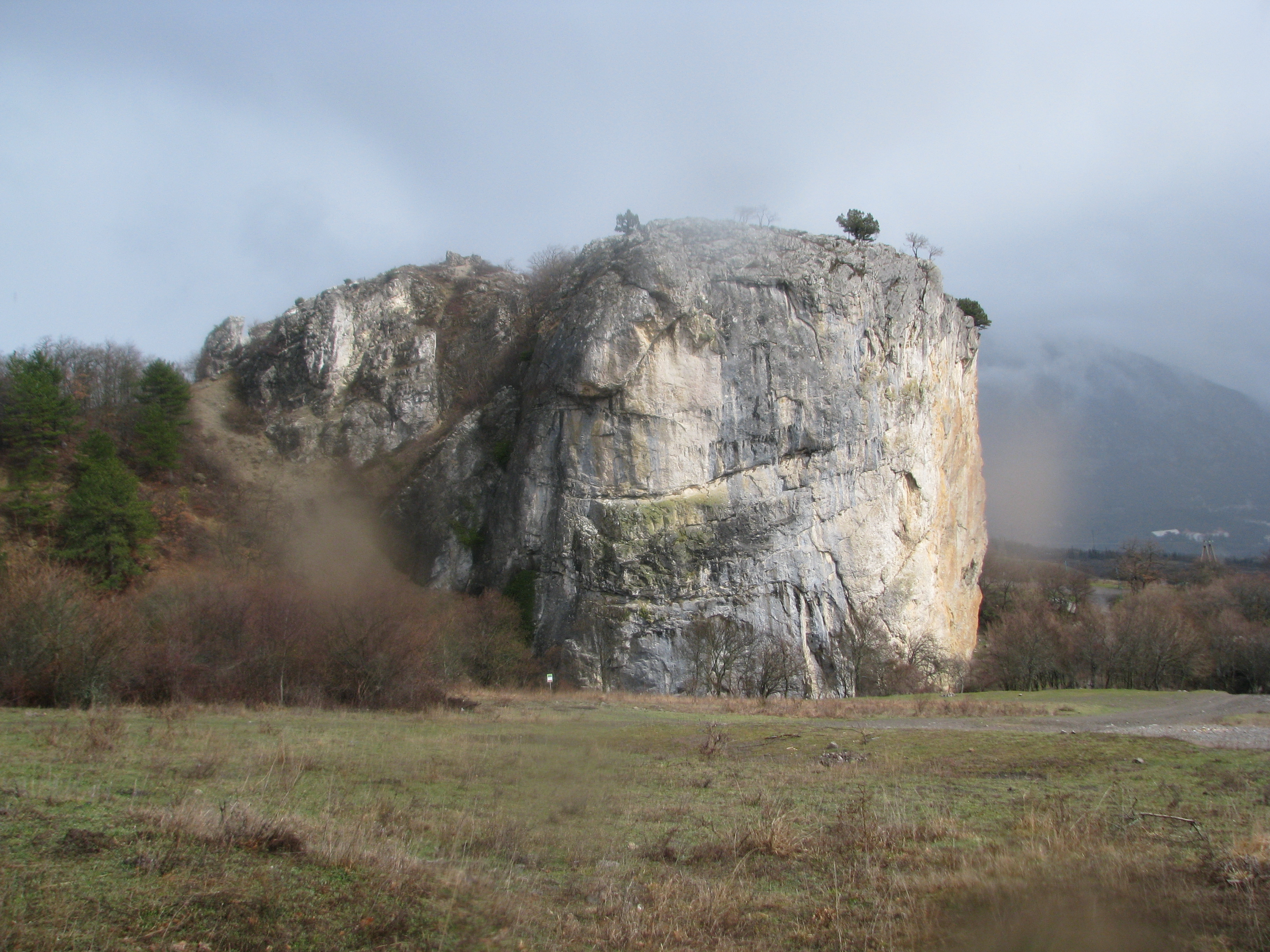
Гелин-Кая  с запада
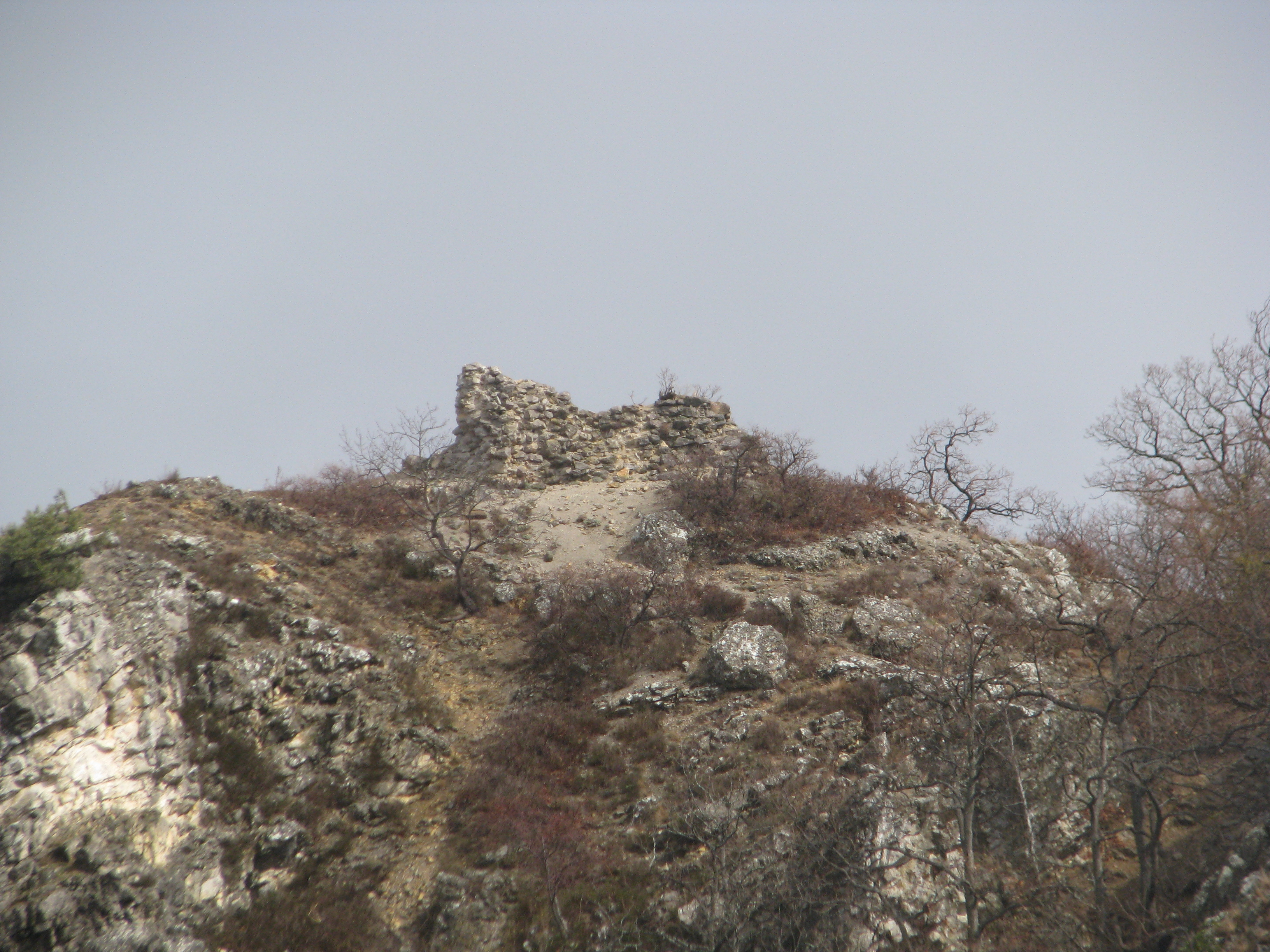
Остатки башни
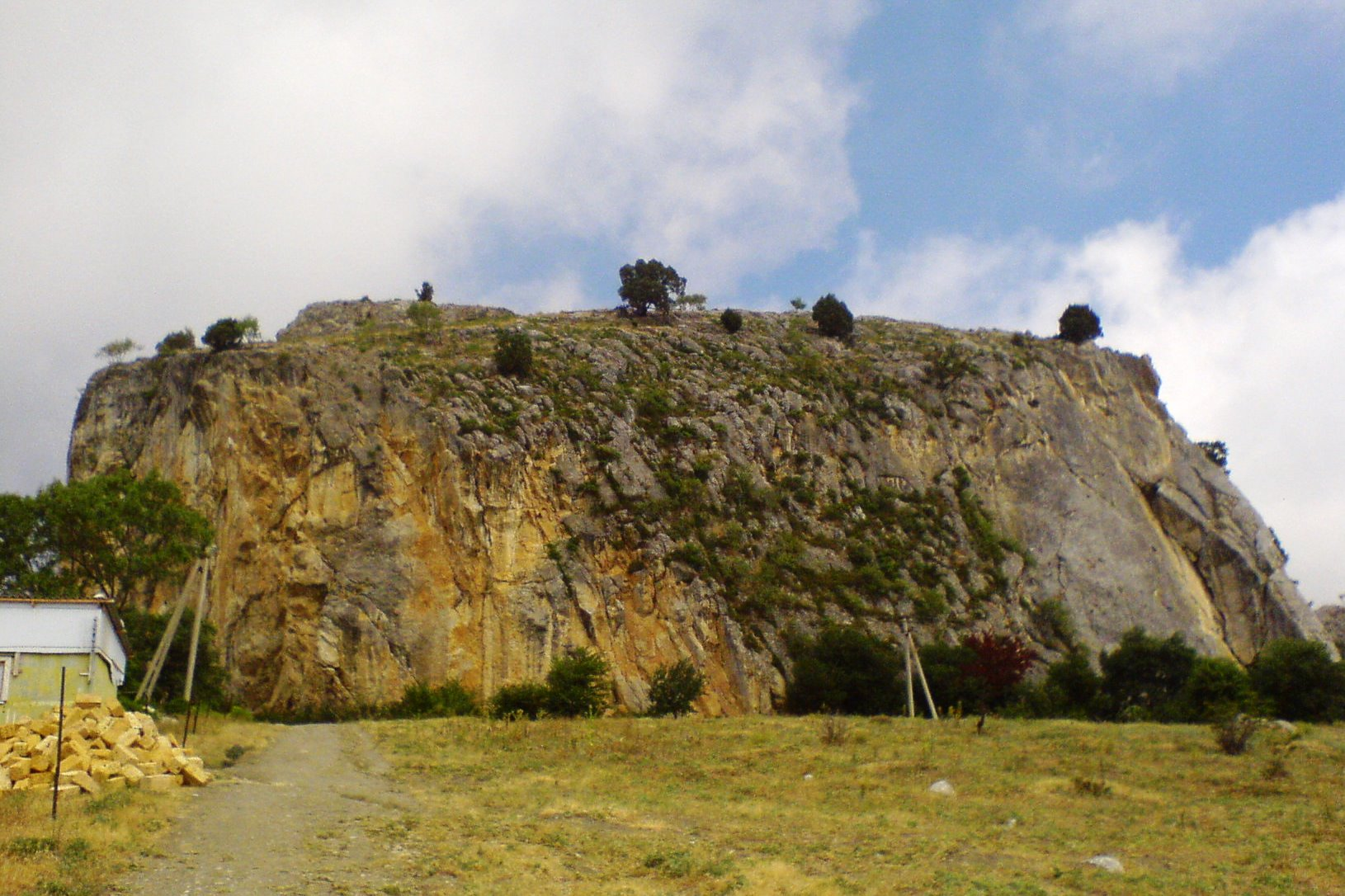
Вид на скалу с юга

## История изучения
Первое сообщение о развалинах оставил К. Э. Келлер в своём «Донесении…» 1821 года упомянувший укрепление среди прочих. П. И. Кеппен в труде «О древностях южнаго берега Крыма и гор Таврических» 1837 года уделил памятнику отдельную главу Гелин-Кая, описав местоположение, крепостную стену (по его подсчётам длиной в 50 шагов) толщиной в аршин, построенную на известковом растворе, местами сохранившуюся на сажень высоты и квадратную башню на входе «шириною в 8 аршин». Учёный относил замок системе генуэзских укреплений на Южном берегу (связывал с крепостями на Аю-Даге и Гурзуфским укреплением) и считал, что он был построен для контроля древней торговой дороги через перевал Гурбет-Дере Богаз в селение Кууш. Укрепление и скала упоминаются в Энциклопедическом словаре Брокгауза и Ефрона. Н. И. Репников также предполагал, что Гелин-Кая служил временным дозорным пунктом. Кратко описал памятник Николай Эрнст, указав, что он «интересный, но заброшенный», упоминается Гелин-Кая в статье В. Н. Дьякова 1942 года «Таврика в эпоху римской оккупации» и кратко описан в книге О. И. Домбровского «Средневековые поселения и „Исары“ Крымского Южнобережья».